# Francesco Pucci (notabile)

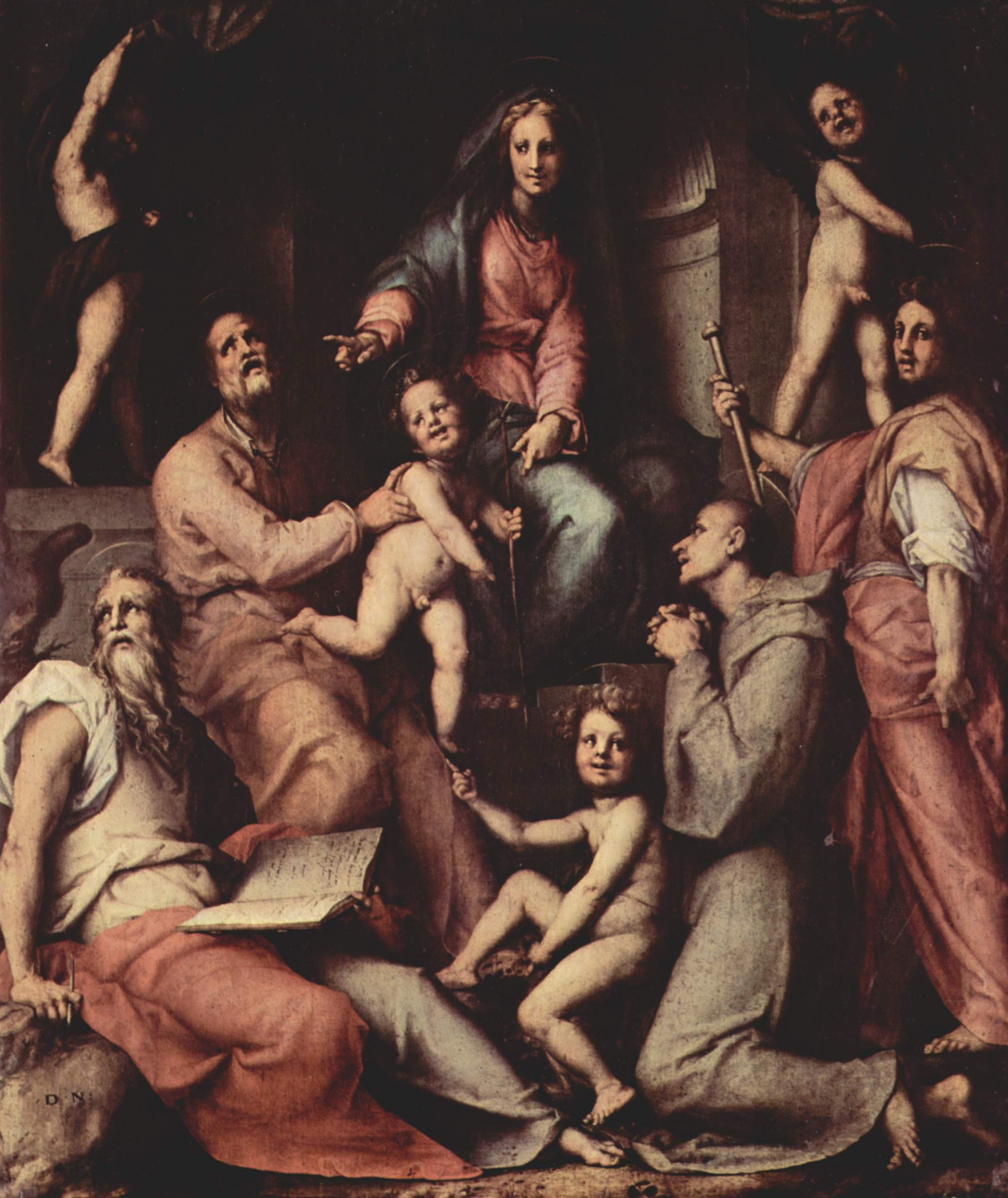
Madonna con bambino e santi, Jacopo Pontormo, chiesa di San michele Visdomini, commissionata da Francesco Pucci

Stemma Pucci

Francesco Pucci (Firenze, 13 aprile 1437 – 1518) è stato un politico italiano della famosa famiglia dei Pucci.

## Biografia e carriera politica
Figlio di Giovanni, a sua volta fratello di Puccio Pucci, intraprese una fortunata carriera politica. Gli incarichi per la Repubblica fiorentina furono:
- 1468 Capitano di Marradi
- 1476 Priore di Libertà
- 1478 Podestà di Bibbiena
- 1482 Membro della Magistratura degli VIII di Custodia e Balia
- 1484 Squittinatore
- 1485 Vicario della Repubblica Fiorentina ad Anghiari
- 1492 e 1493 Castellano della Rocca Nuova di Sarzana
- 1494 Capitano di Cutigliano
- 1496 Membro della Magistratura degli VIII di Custodia e Balia
- 1500 Vicario della Repubblica Fiorentina a Lari
- 1501 Vicario della Repubblica Fiorentina ad Anghiari
- 1507 Gonfaloniere di Compagnia
- 1509 Deputato a ricevere la Dedizione di Pisa
- 1511 Gonfaloniere di Compagnia
- 1513 Priore di Libertà
- 1513 Membro della Balia di Riforma dell'Ordinamento della Repubblica Fiorentina
- 1517 Gonfaloniere di Giustizia (la carica più prestigiosa della Repubblica)

## Matrimoni e discendenza
Si sposò in prime nozze nel 1463 con Francesca Tazzi (?-17 maggio 1466), dalla quale non ebbe figli.
Si risposò nel 1467 con Giovanna di Niccolò Bartolini Salimbeni (13 gennaio 1449-dopo il 1500), che gli diede sei figli: 
- Pier Maria (1º marzo 1468-dopo il 1543), sposò in prime nozze Alessandra Aldobrandini e in seconde nozze Bartolomea Uguccioni;
- Lucrezia, sposò nel 1487 Pierfrancesco di Giovanni Bini[4]
- Emilia, sposò Leonardo Barducci Cherichini
- Girolamo, sposò Nannina Giugni
- Jacopo (25 dicembre 1475-1515), sposò Costanza Strozzi
- Niccolò (13 novembre 1480-1520), sposò Ginevra Martelli

## LaPala Pucci
Poco prima di morire commissionò a Jacopo Pontormo una pala d'altare per la chiesa di San Michele Visdomini, la Sacra famiglia con santi, considerata dal Vasari come la più bella tavola che mai facesse questo rarissimo pittore. Misura ben 214x185 cm ed è il dipinto a olio più grande di questo pittore. 